# Trzebinia (Świnna)
Trzebinia ist eine Ortschaft mit einem Schulzenamt der Gemeinde Świnna im Powiat Żywiecki der Woiwodschaft Schlesien in Polen.

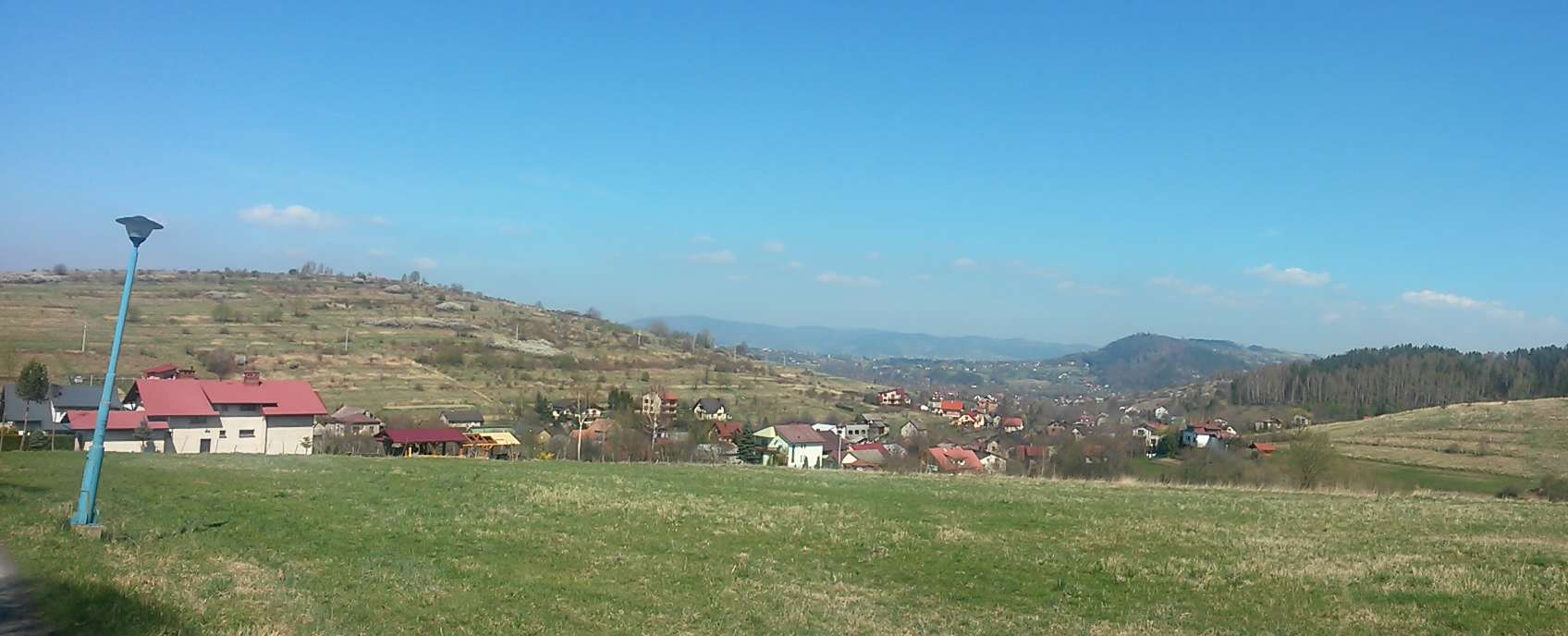
Überblick auf das Dorf

## Geographie
Der Ort liegt am gleichnamigen Bach, am nordwestlichen Rand der Saybuscher Beskiden. Die Nachbarorte sind die Stadt Żywiec im Nordwesten, Świnna im Osten, Juszczyna im Süden, sowie Wieprz im Südwesten.

## Geschichte
Der Ort Trzebinia in der Pfarrei Żywiec im Land Saybusch wurde im Jahr 1581 im Wehrpflichtregister des Kreises Schlesien erstmals urkundlich erwähnt. Der Name Trzebinia, früher auch Trzebienia, bezeichnet einen Ort, der nach der Rodung in einem Wald entstand, kann aber ein besitzanzeigender Name vom Personennamen Trzeba abgeleitet sein.
Bei der Ersten Teilung Polens kam das Dorf 1772 zum neuen Königreich Galizien und Lodomerien des habsburgischen Kaiserreichs (ab 1804). Ab 1782 gehörte es dem Myslenicer Kreis (1819 mit dem Sitz in Wadowice). Nach der Aufhebung der Patrimonialherrschaften bildete es nach 1850 eine Gemeinde im Bezirk Saybusch.
1918, nach dem Ende des Ersten Weltkriegs und dem Zusammenbruch der k.u.k. Monarchie, kam Trzebinia zu Polen. Unterbrochen wurde dies nur durch die Besetzung Polens durch die Wehrmacht im Zweiten Weltkrieg. Es gehörte dann zum Landkreis Saybusch im Regierungsbezirk Kattowitz in der Provinz Schlesien (seit 1941 Provinz Oberschlesien).
Von 1975 bis 1998 gehörte Trzebinia zur Woiwodschaft Bielsko-Biała.